# Mas Renart (Aiguaviva)
El Mas Renart és un edifici del municipi d'Aiguaviva (Gironès) que forma part de l'Inventari del Patrimoni Arquitectònic de Catalunya.

## Descripció
És una edificació rural de l'època d'esplendor d'interessant valor arquitectònic tant per a configuració exterior com per l'estructura i distribució espacial interior. A destacar la façana amb porta amb dovelles de mig punt i les diferents finestres de gust renaixentista, una d'elles en cantonada (actualment una part tapada). Actualment presenta un caire de masia basilical, encara que podem dir que la seva forma originària era a quatre vents i degut a un incendi es va canviar la coberta. Interiorment destacarem la columna central (a dues alçades) on s'estintola la tirada sobre la jàssera central. Existeix una altra columna al porxo posterior. A la façana lateral existeix finestres amb arquets.